# X-Offender
Az X-Offender egy dal az amerikai Blondie rockegyüttes 1976-os Blondie albumáról. A szerzői Gary Valentine basszusgitáros és Debbie Harry énekesnő voltak. 1976-ban a Blondie album vezető kislemezeként jelent meg a Private Stock Records gondozásában.
A címe eredetileg Sex Offender volt. Gary Valentine egy 18 éves fiúról írta, akit letartóztattak, mert a nála fiatalabb barátnőjével szerelmeskedett. Debbie Harry megváltoztatta a szöveget, így az már egy prostituáltról szólt, akit az őt letartóztató rendőrhöz erős vonzalom fűz. A dal producere Richard Gottehrer volt, aki az 1960-as évek egyik sikeres lányegyüttesének, a The Angelsnek volt a producere, ezért hasonlít a dal az ő stílusukhoz.
A Provate Stock ragaszkodott hozzá, hogy provokatív Sex Offender címet X-Offenderre cseréljék. A megjelenése után ugyan nem ért el sikereket, a slágerlistákra sem került fel. Emiatt a Private Stock kiadó el is bocsátotta az együttest, de miután a Chrysalis Records munkatársai meghallották a dalt, szerződtették őket. Később a Rip Her to Shreds kislemez B-oldalán jelent meg. Miután az együttes nagy népszerűségre tett szert, a korlátozott példányszámban megjelenő, eredeti, Private Stock által kiadott X-Offender / In the Sun kislemez nagy keresetre talált a gyűjtők körében. Az eredeti keverés különbözött a Chrysalis Records stúdióverziójával, ez a verzió fel is került az album 2001-ben kiadott felújított változatára.

## Kislemez kiadás

### US 7" (PS-45.097)
1. X-Offender (kislemez verzió) (Gary Valentine, Debbie Harry) – 3:15
2. In the Sun (kislemez verzió) (Stein) – 2:38

### UK 7" (PVT 105)
1. X-Offender (album verzió) (Harry, Valentine) – 3:13
2. In the Flesh (Harry, Chris Stein) – 2:33

## Külső hivatkozások
- Dalszöveg
- Videóklip
- AllMusic kritika link[halott link] (angolul)